# 757 Portlandia
757 Portlandia este un asteroid din centura principală, descoperit pe 30 septembrie 1908, de Joel Metcalf.